# Satyrus circe
Satyrus circe är en fjärilsart som beskrevs av Fabricius 1775. Satyrus circe ingår i släktet Satyrus och familjen praktfjärilar. Inga underarter finns listade.